# Ackley (Iowa)
Ackley es una ciudad repartida entre los condados de Franklin y de Hardin, Estado de Iowa, Estados Unidos. Según el censo de 2019 tenía una población de 1.816 habitantes.

## Demografía
Según el censo de 2010, había 1589 personas residiendo en la localidad. La densidad de población era de 246,74 hab./km². Había 789 viviendas con una densidad media de 122,52 viviendas/km². El 94,84% de los habitantes eran blancos, el 0,06% afroamericanos, el 0,06% amerindios, el 4,03% de otras razas, y el 1,01% pertenecía a dos o más razas. El 8,81% de la población eran hispanos o latinos de cualquier raza.
Según el censo de 2000, de los 734 hogares, en el 29,0% había menores de 18 años, el 55,6% pertenecía a parejas casadas, el 7,5% tenía a una mujer como cabeza de familia, y el 34,2% no eran familias. El 32,3% de los hogares estaba compuesto por un único individuo, y el 18,8% pertenecía a alguien mayor de 65 años viviendo solo. El tamaño promedio de los hogares era de 2,32 personas, y el de las familias de 2,94.
La población estaba distribuida en un 23,4% de habitantes menores de 18 años, un 6,0% entre 18 y 24 años, un 22,4% de 25 a 44, un 21,8% de 45 a 64, y un 26,5% de 65 años o mayores. La media de edad era 44 años. Por cada 100 mujeres había 85,3 hombres. Por cada 100 mujeres de 18 años o más, había 80,9 hombres.
Los ingresos medios por hogar en la localidad eran de 36,250 dólares ($), y los ingresos medios por familia eran 44.200 $. Los hombres tenían unos ingresos medios de 30.428 $ frente a los 21.607 $ para las mujeres. La renta per cápita para la ciudad era de 17.406 $. El 8,3% de la población y el 5,8% de las familias estaban por debajo del umbral de pobreza. El 11,9% de los menores de 18 años y el 2,8% de los habitantes de 65 años o más vivían por debajo del umbral de pobreza.

## Geografía
Según la Oficina del Censo de los Estados Unidos, la localidad tiene un área total de 6,44 km², de los cuales 6,35 km² corresponden a tierra firme y el restante 0,09 km² a agua, que representa el 1,4% de la superficie total de la localidad.